# Hans Verèl
Hans Verèl (Rotterdam, 21 april 1953 – Tilburg, 9 november 2019) was een Nederlands profvoetballer en voetbaltrainer.

## Biografie
Hij speelde tijdens zijn voetbalcarrière voor Sparta Rotterdam, SVV en FC Den Bosch. Verèl deed het CIOS en kwam als stagiair bij Den Bosch waar hij vanwege blessures zich na vijf gespeelde wedstrijden moest laten afkeuren en verder ging als assistent-trainer.
Verèl werd vervolgens drie jaar hoofdtrainer bij Den Bosch, eerst onder supervisie van Ad Zonderland. In 1983 promoveerde hij met de club naar de Eredivisie. Na een tiende plaats in de Eredivisie, ging hij naar RBC in de Eerste divisie. Met RBC verloor hij de finale om de KNVB beker 1985/86 van Ajax. Verèl werkte vervolgens bij NAC Breda, Dordrecht '90, SVV/Dordrecht '90 en RKC Waalwijk voor hij naar het buitenland vertrok om trainer te worden van Pakhtakor Tasjkent in Oezbekistan. In 1996 keerde hij terug naar Nederland waar hij vijf jaar assistent-trainer was bij Willem II onder Jimmy Calderwood, Co Adriaanse en Hans Westerhof. Na het ontslag van Adriaanse was hij enkele maanden interim-coach. In 2001 vertrok hij naar Fortuna Sittard. Hier werd hij na vier maanden ontslagen wegens tegenvallende resultaten en opgevolgd door Hans de Koning.
Na zijn ontslag bij Fortuna Sittard stapte hij uit de voetbalwereld. Van 2004 tot 2015 was hij directeur van een zwembad in Roosendaal.